# فرانك باكارد
فرانك باكارد (بالإنجليزية: Frank Packard)‏ هو مهندس معماري أمريكي، ولد في 11 يونيو 1866، وتوفي في 26 أكتوبر 1923.